# Stazione di Rezzato
Stazione di Rezzato vasútállomás Olaszországban, Lombardia régióban, Lombardia településen.

## Vasútvonalak
Az állomást az alábbi vasútvonalak érintik:
- Milánó–Velence-vasútvonal
- Rezzato-Vobarno-vasútvonal

## Kapcsolódó állomások
A vasútállomáshoz az alábbi állomások vannak a legközelebb:
- Stazione di Brescia
- Stazione di Ponte San Marco-Calcinato